# Lucas van Leyden

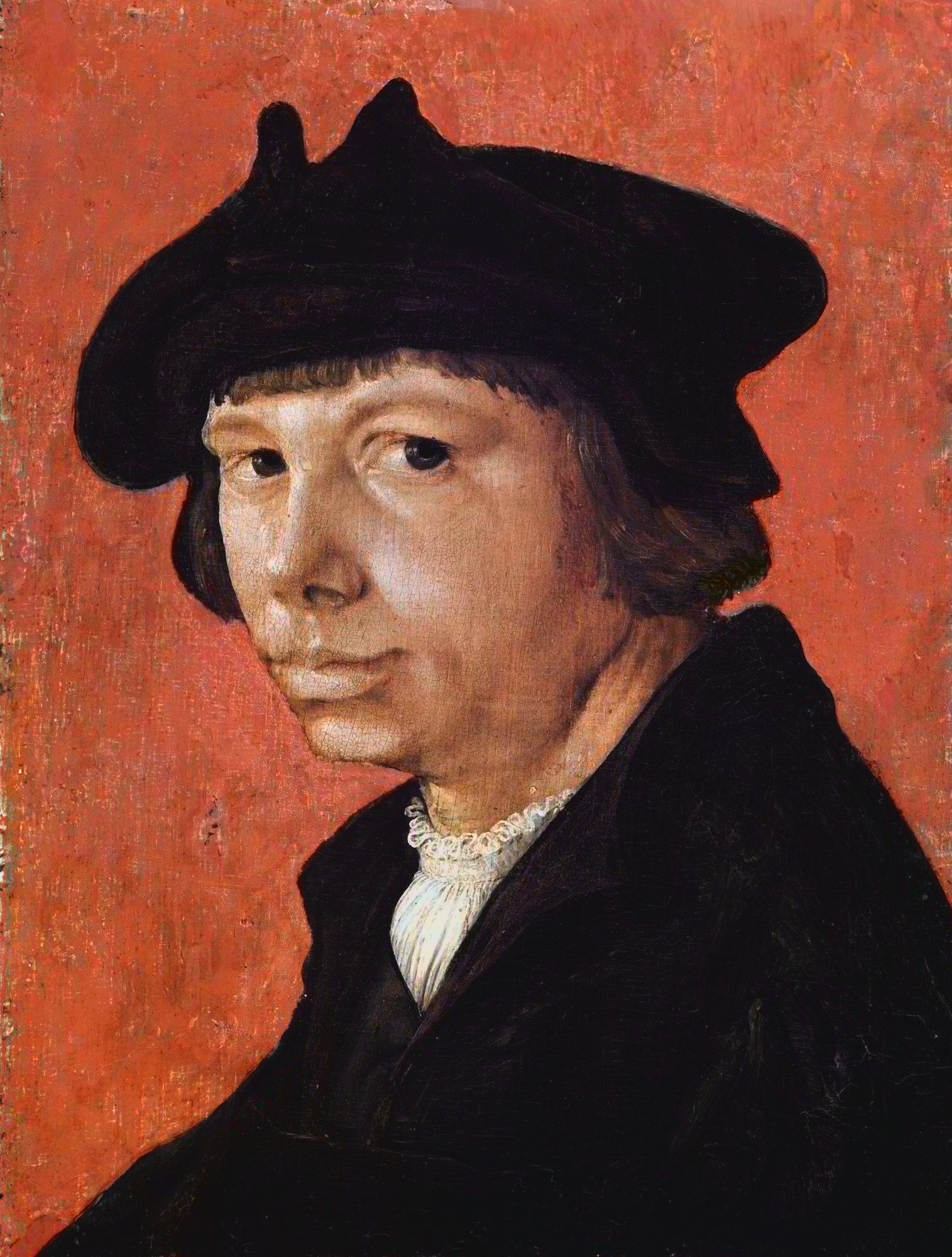
Selbstbildnis, Herzog Anton Ulrich-Museum in Braunschweig

Lucas Hugensz van Leyden, genannt auch Lucas von Leyden (* Ende Mai/Anfang Juni 1494 in Leiden; † Ende Mai/Anfang August 1533) war ein niederländischer Maler und Kupferstecher der Renaissance.

## Leben
Anfangs hatte er seinen Vater Hughe Jacobsz zum Lehrer und erregte schon mit zwölf Jahren durch eine Darstellung der Legende vom heiligen Hubertus mit Wasserfarben auf Leinwand Aufsehen. Ein Blatt, den Mönch Sergius darstellend, welchen Mohammed in seiner Trunkenheit ermordete, das Lucas in seinem 14. Lebensjahr stach, ist mit vieler Gewandtheit des Stichels ausgeführt. 1509 erschienen von ihm neun Stiche in Form runder Medaillons mit Szenen aus der Lebensgeschichte Christi und 1510 ein Stich, der zu seinen seltensten Blättern gehört, auf welchem eine nackte Frau einen Hund von Insekten befreit. Nach dem Tod seines Vaters genoss Lucas noch den Unterricht des Malers Cornelis Engelbrechtsen. 1510 erschien sein Ecce homo und schnell folgte jetzt ein Kunstwerk dem anderen. Seine größte Komposition ist der Kalvarienberg (1517), welcher wegen des Reichtums an Figuren (80) für sein Meisterstück gehalten wird. Lucas van Leyden arbeitete mit einer leidenschaftlichen Emsigkeit, doch trübte ein Hang zur Schwermut sein Leben. 1521 traf Albrecht Dürer mit ihm in Antwerpen zusammen, in dessen Malergilde Lucas 1522 eingeschrieben wurde. 1527 bereiste er Belgien in Gemeinschaft mit Jan Mabuse und trat mit großem Luxus auf.
Auf jener Reise jedoch zog er sich eine Krankheit zu, die ihn zeitlebens nicht mehr verließ. Seine letzten sechs Lebensjahre verbrachte er auf dem Krankenbett, vermochte jedoch auch in liegender Stellung zu zeichnen oder in Kupfer zu stechen. Auch malte er in dieser Zeit (1531) noch sein letztes Ölgemälde mit der Darstellung der Blindenheilung durch Christus (Eremitage zu Petersburg).

## Werk

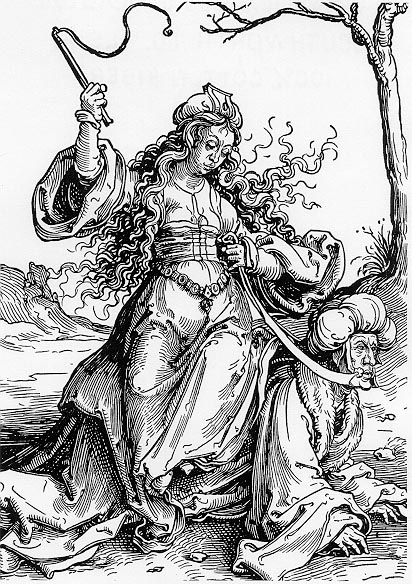
Aristoteles und Phyllis („Der unterjochte Ehemann“), 16. Jahrhundert

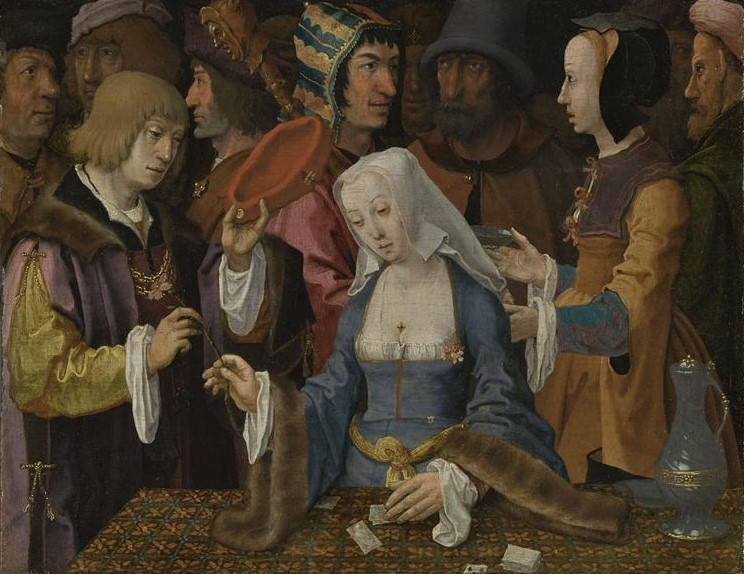
Die Wahrsagerin, ca. 1508, Louvre in Paris

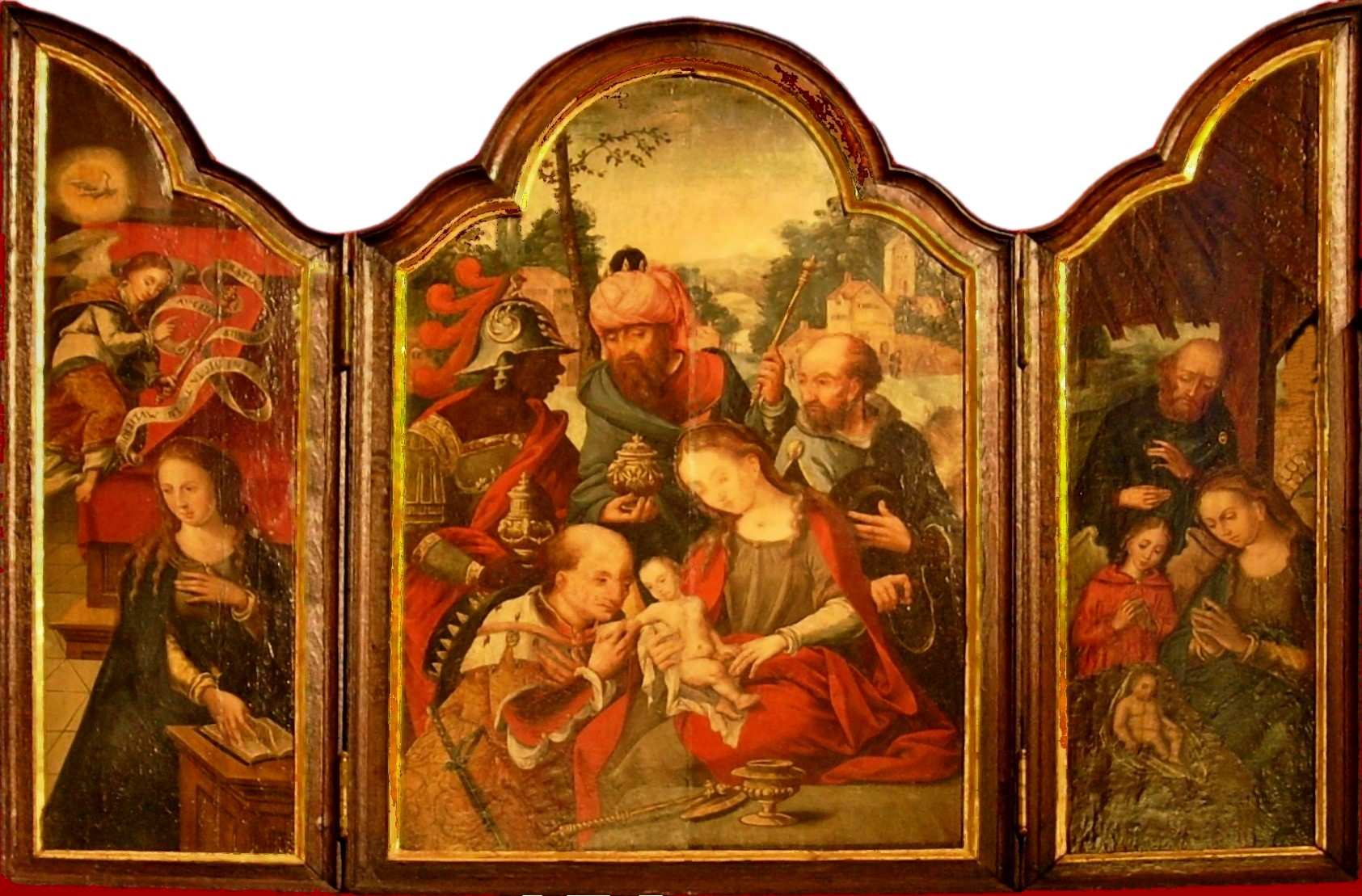
Triptychon im Saardom

Unter den Schöpfungen des Malers behauptet das Genrebild, das er zuerst mit Bewusstsein behandelte, eine hervorragende Stelle. Auch seine religiösen Bilder sind durchaus von einem genreartigen Wesen durchdrungen. Die Richtungen des damaligen Lebens, besonders des niederländischen Volkslebens, das scharf Verständige und das Phantastische sind in Lucas’ Werken zu einem Ganzen verschmolzen. Die Technik in seinen Gemälden ist fein und sorgfältig. In seinen letzten Bildern, z. B. dem Triptychon mit dem Jüngsten Gericht in der Mitte und Hölle und Fegefeuer auf den Flügeln, im Stadthaus zu Leiden, erkennt man ein Bestreben, sich den Italienern zu nähern.
Seine Kupferstiche und Holzschnitte (über 200) zeugen von außerordentlicher Leichtigkeit und doch großer Sorgfalt in Handhabung des Grabstichels; er stand darin unter dem Einfluss Dürers. An feinerem Gefühl und Mannigfaltigkeit der Erfindung steht er hinter diesem zurück, übertrifft ihn aber in malerischer Behandlung und Reichtum der Komposition. Hauptblätter sind außer den genannten:
- Die Auferweckung des Lazarus (1508)
- Die Versuchung des heiligen Antonius (1509)
- Die Anbetung der Könige (1513)
- Esther vor Ahasver (1518)
- Maria Magdalena (1519)
- Kaiser Maximilian (1520)
- die Genrebilder: Der Zahnarzt, Der Chirurg sowie Der Eulenspiegel.

Von Gemälden sind ihm außer den genannten mit einiger Sicherheit folgende zuzuschreiben:
- Die Schachpartie (in Berlin)
- eine ähnliche Darstellung und der heiligen Hieronymus in Bußübung (im Museum zu Berlin)
- Moses, das Wasser aus dem Felsen schlagend (1527, in der Villa Borghese bei Rom)
- Anbetung der Könige (in Buckingham Palace zu London).